# Skovbystenen
Skovbystenen er en runesten fundet i Skovby på Ærø. Stenen bærer inskriptionen PN, som menes at være initialerne på en bonde, der engang har levet på stedet. Runerne er af en type, der anvendtes i middelalderen mellem 1100 og 1400. Stenen blev fundet i 1994 og rejst på "Den grønne Trekant" ved indkørslen til byen, få meter fra fundstedet. I 2001 blev der på samme sted placeret en mulig helleristningssten fra bronzealderen, fundet ved Blakstens Odde.

## Eksternt link
- http://www.historieinfo.dk/runestenskovby.html Arkiveret 7. oktober 2017 hos  Wayback Machine

54°54′43″N 10°18′04″Ø / 54.91184°N 10.30102°Ø